# Vitčice
Vitčice är en ort i Tjeckien.   Den ligger i regionen Olomouc, i den östra delen av landet, 220 km öster om huvudstaden Prag. Vitčice ligger 246 meter över havet och antalet invånare är 180.
Terrängen runt Vitčice är platt, och sluttar norrut. Runt Vitčice är det ganska tätbefolkat, med 70 invånare per kvadratkilometer. Närmaste större samhälle är Kroměříž, 11,1 km öster om Vitčice. Trakten runt Vitčice består till största delen av jordbruksmark.